# Liphistius langkawi
Liphistius langkawi is een spinnensoort uit de familie Liphistiidae. De soort komt voor in Maleisië.